# 1177 Gonnessia
1177 Gonnessia este o planetă minoră (asteroid), cu un diametru de 91,98 km, din centura de asteroizi. A fost descoperită pe 24 noiembrie 1930 la Centrul de Cercetări în Astronomie de Louis Boyer și a fost numită după François Gonnessiat⁠(d). 
Obiectul prezintă o orbită caracterizată de o semiaxă mare de 3,3476255 UAi, o excentricitate de 0,031188, o înclinație de 15,07149 ° în raport cu ecliptica.